# Phoca
Phoca  è un genere della famiglia delle Phocidae. Contiene due specie, la Phoca vitulina  e la Phoca largha. Diverse specie precedentemente classificate in questo genere sono state assegnate ai generi Pusa, Pagophilus,  Histriophoca.